# Palmetto (Georgia)
Palmetto es una ciudad ubicada en el condado de Fulton en el estado estadounidense de Georgia. En el año 2000 tenía una población de 3.400 habitantes.

## Geografía
Palmetto se encuentra ubicada en las coordenadas 33°31′16″N 84°40′4″O / 33.52111, -84.66778 (33.521117, -84.667662)
Según la Oficina del Censo, la localidad tiene un área total de 13,7 km² (5,3 mi²), de la cual 13,4 km² (5,2 mi²) es tierra y 0,3 km² (0 mi²) (2.10%) es agua.

## Demografía
Según la Oficina del Censo en 2000 los ingresos medios por hogar en la localidad eran de $32,286, y los ingresos medios por familia eran $36,989. Los hombres tenían unos ingresos medios de $31,944 frente a los $20,417 para las mujeres. La renta per cápita para la localidad era de 15,097. 